# گمینا ویانزوونگتسا
گمینا ویانزوونگتسا (به لهستانی:  Gmina Wiązownica) یک گمینا در لهستان است که در شهرستان یاروسواف واقع شده‌است. گمینا ویانزوونگتسا ۲۴۳٫۸۶ کیلومتر مربع مساحت و ۱۱٬۵۵۲ نفر جمعیت دارد.